# 舂陵江镇
舂陵江镇为湖南省桂阳县下辖镇，2012年4月设立。舂陵江镇由原飞仙镇、余田乡、十字乡、古楼乡成建制合并组建。组建时下辖62个行政村、4个社区，总面积258.09平方公里，总人口9.34万人，镇政府驻飞仙桥（原飞仙镇驻地）。。

## 行政区域
2012年4月新设的舂陵江镇下辖62个行政村、4个社区。
- 撤销的飞仙镇2011年末下辖飞仙村、新窑村、官田村、浮湖村、理坪村、梓木村、清口村、洪家村、汪岭村、塔水村、社下村、岩口村、甑井村、洞尾村、长隆村共计15行政村。
- 撤销的余田乡2011年末下辖余田村、铁炉村、上塘村、海塘村、虎子带村、下冲村、金坪村、觉山村、槐江村、樟龙村、上桥村、下桥村、钟家村、码头村、大莲村、吉利村、小田村、江里村、增家村、栗坪村、匡家村共计21行政村。
- 撤销十字乡2011年末下辖横塘村、愁下村、双林村、大市村、陈江村、黄土村、柏家村、九岐村、岐石村、茶林村、定心村、十字村、蔓池村共计13行政村。
- 撤销古楼乡2011年末下辖古楼村、久长村、西冲村、石马村、桃田村、朱李村、下梁村、双桥村、车溪村、星塘村、苗元村、坳下村、五一村共计13行政村。